# Ashlyn Sanchez
Pour les articles homonymes, voir Sanchez.
Ashlyn Sanchez, née le 27 juillet 1996 en Californie, est une actrice américaine.

## Biographie

### Les débuts
Ashlyn Sanchez naît le 27 juillet 1996 en Californie (États-Unis). Très tôt, en 1997, elle accompagne ses parents chez ses grands-parents à Salkum (Washington) et y reste deux ans avant de revenir en Californie dans la banlieue de Los Angeles. À l'âge de trois ans, elle découvre au cinéma G-Theater de Mossyrock Le Géant de fer avec ses parents, et en sort très impressionnée.
À l'âge de six ans, c'est après avoir assisté à la mise en scène de la comédie musicale Le Roi lion, qu'elle veut devenir elle-même actrice.
Devant sa détermination, ses parents décident de faire appel à un agent. Bientôt, Ashlyn Sanchez apparaît dans des publicités télévisées de toute une série de grandes marques américaines.

### Carrière
Elle obtient son premier rôle au cinéma en 2004 dans Collision (Crash), film aux multiples oscars et très prisé par la critique, où elle joue avec conviction Lara, la jeune fille d'un père serrurier qui a du mal à subvenir aux besoins de sa famille. Sa prestation réaliste, surtout pour son jeune âge, est vue très favorablement par les critiques.
En 2006, Ashlyn Sanchez participe à deux films indépendants. Elle joue le rôle principal de Lola, une jeune fille d'origine hispanique qui se prépare à sa première communion. Dans le film Kill Your Darlings, elle joue Meadow, la fille d'un membre de la mafia libanaise. Grâce à cette notoriété grandissante, elle décroche deux rôles récurrents sur des séries télévisées acclamées par le public. Dans la série À la Maison-Blanche, elle est Miranda Santos, la fille du président élu Santos (Jimmy Smits), et dans Vanished, elle incarne la fille d'un agent du FBI.
Ashlyn Sanchez joue aussi des rôles secondaires dans les séries internationales à succès : Charmed (Warner), Alias (chaîne ABC), et Les Experts (chaîne CBS). Elle obtient un rôle récurrent en 2007 dans la série policière FBI : Portés disparus, un rôle pour lequel elle a obtenu une nomination aux Young Artist Award.
En 2008, elle joue une jeune fille dans une fuite éperdue, dans le film du réalisateur Night Shyamalyn : Phénomènes, mettant en vedette Mark Wahlberg.
L'agence Osbrink Talent Agency s'occupe de ses intérêts et de sa promotion artistique.

### Vie privée
Tout en poursuivant sa carrière d'actrice, elle souhaite devenir aussi taxidermiste ou vétérinaire. Elle a une petite sœur prénommée Madeline.

## Filmographie

### Cinéma
- 2004 : Collision (Crash) de Paul Haggis (Lara)
- 2006 : Marrying God (Lola)
- 2006 : Kill Your Darlings (Meadow)
- 2008 : Phénomènes (Jess)
- 2008 : Universal Signs (Katie)[5]

### Télévision
- 2003 : Charmed (Little Bianca)
- 2005 : Alias (Renee jeune)
- 2005 : Les Experts (April Torres)
- 2006 : À la Maison-Blanche (Miranda Santos)
- 2006 : Vanished (Inez)
- 2007 : FBI : Portés disparus (Sofie Delgado)
- 2007 : Raines (Grace Tobin)

## Nomination
- Young Artist Awards 2008 : Meilleure prestation dans une série télévisée - Jeune invitée tenant un premier rôle féminin pour son apparition dans FBI : Portés disparus